# Зюскинд (фильм)
«Зюскинд» (нидерл. Süskind) — голландский художественный фильм, снятый режиссёром и сценаристом Рудольфом ван ден Бергом, основанный на реальных событиях из жизни Вальтера Зюскинда, немецкого еврея, спасшего в годы Второй Мировой войны 600 детей во время Холокоста.
Премьера фильма состоялась 15 января 2012 года в Музыкальном театре в Амстердаме. Фильм выиграл приз зрительских симпатий на еврейском кинофестивале в Атланте и был официальным выбором жюри на еврейских кинофестивалях в Нью-Йорке и Лас-Вегасе.

## Сюжет
Сюжет драматического фильма разворачивается в Амстердаме, во время немецкой оккупации Нидерландов. Вальтер Зюскинд, служащий Юденрата с группой голландцев и евреев, борется за детские жизни и находит способ спасти 600 детей от депортации в лагеря смерти.

## В ролях
- Катя Херберс — Фанни Филипс
- Карл Марковиц — Фердинанд дер Фюнтен
- Ерун Шпиценбергер — Вальтер Зюскинд
- Тиго Гернандт — Пит Меербург
- Рамси Наср
- Дэйв Мантел
- Nasrdin Dchar
- Хава Вор ин-т Хольт
- Кеес Хюльст
- Nyncke Beekhuyzen — Ханна Зюскинд
- Питер Пост — Альберт Конрад Геммекер

### Рецензии
- Arian, Max. Dilemma’s (нидерл.). De Groene Amsterdammer[англ.] (25 января 2012). Дата обращения: 16 февраля 2018.
- Bakker, Niels. Süskind [Recensie] (нидерл.). Filmkrant (январь 2012). Дата обращения: 16 февраля 2018.
- Nientied, André. Süskind — Rudolf van den berg (нидерл.). NU.nl[англ.] (18 января 2012). Дата обращения: 16 февраля 2018.
- Kleijer, Pauline. Süskind [Recensie] (нидерл.). de Volkskrant (19 января 2012). Дата обращения: 16 февраля 2018.
- Van der Burg, Jos. Süskind [Recensie] (нидерл.). Het Parool[англ.] (18 января 2012). Дата обращения: 16 февраля 2018.
- Van Hoeij, Boyd. Sueskind [Review] (англ.). Variety (8 февраля 2012). Дата обращения: 16 февраля 2018.